# 発足!ギャル内閣
発足!ギャル内閣（ほっそく!ぎゃるないかく）は、2014年1月から3月にかけて千葉テレビで制作・放送されたテレビドラマ。2012年5月に上演の舞台「ギャル内閣」と、2013年3月に上演の舞台「二代目ギャル内閣」を原案としている。

## あらすじ
20XX年、公職選挙法第9条、第10条が全面改正され、選挙権・被選挙権の年齢制限が完全撤廃された。この法改正が、女子高生・大和シン（久住小春）の人生を大きく変えることになった。

## キャスト
- 大和シン - 久住小春
- 大蔵正造 - 村野武範
- 江尻キヨミ - 坂口杏里
- 梨田タケル - 加賀美秀明
- 内藤信子 - 萩原優芽
- 林家ルイ - 内田菜月
- 五井ミイコ - 諸橋沙夏
- 正田キイ - 渡邉花梨
- 愛川レン - 岩本柚
- 海野マコト - 鷲見心花
- 大和大 - 森谷勇太
- 厚木 - 江波戸邦昌（オテンキ）
- 大門 - のり（オテンキ）
- 小林 - GO（オテンキ）
- 持田 - 菅崎あみ

## スタッフ
- 脚本・演出 - たかひろや
- エンディング曲 - Carat「New World」作詞・作曲：若林愛
- 製作著作 - 株式会社ネクスト
- 音楽協力 - 株式会社ユニオンミュージックジャパン

## 舞台
2014年5月10日から11日にかけて中目黒キンケロシアターを会場に舞台版が上演された。ドラマ版の派生作品で、過去に上演された原案作品（舞台「ギャル内閣」・舞台「二代目ギャル内閣」）の内容とは異なる。

### キャスト（舞台）
一部のキャストは、回替わりのダブルキャストだった。
| - 久住小春 - 加賀美秀明（青春事情） - 坂口杏里 - 宮城大樹 - 雑賀克郎（LIVES） - 辰巳シーナ - 大場はるか - 鷲見心花 - 鈴木楓恋 - 木村レイ | - 渡邉花梨 - 大谷彩月 - 三浦けいと - 岩本柚 - 重石邑菜 - 大野ひかる - 上原海都 - 永野ありさ - 細川李桜 - 北林夏花 | - 志水愛里 - 細川沙楠 - 田中美帆 - 永野りな - 表美玖 - 近藤ありす - 須山耕大 - 中島愛里 - らむ（開運はーもにー） |

### スタッフ（舞台）
- 作：吉久直志（カプセル兵団）
- 演出：たかひろや
- 舞台監督：笹浦暢大（うなぎ計画）・北村太一
- 照明：奥田賢太
- 音響：斎藤祐喜
- 美術：角田知穂
- 音楽：箱﨑健
- 衣装：オガワヒロコ
- ヘアメイク：綿屋紀子（THE FACE MAKE OFFICE）
- 主催・企画・運営：ネクスト
- 後援：チバテレビ
- 協力：イイジマルーム・ジャストプロ・アヴィラ・ユニオンエンタテインメント・ストライク・ニュースタイルプロダクション